# Transporte transcelular
El transporte transcelular implica el transporte de solutos por una célula a través de una célula. El transporte transcelular puede ocurrir de tres maneras diferentes: mediante transporte activo, mediante transporte pasivo y mediante transcitosis.

## Transporte activo
Artículo principal: Transporte activo
El transporte activo es el proceso de mover moléculas de un área de baja concentración a un área de alta concentración, es decir contra gradiente. Hay dos tipos de transporte activo: activo primario y activo secundario.
El transporte activo primario
utiliza trifosfato de adenosina (ATP) para mover moléculas y solutos específicos en contra de su gradiente de concentración. Ejemplos de moléculas que siguen este proceso son potasio K+, sodio Na+ y calcio Ca2+. Un lugar en el cuerpo humano donde esto ocurre es en los intestinos con la captación de glucosa. 
El transporte activo secundario
es cuando un soluto se mueve a favor del gradiente electroquímico para producir suficiente energía para forzar el transporte de otro soluto de baja concentración a alta concentración. Un ejemplo de dónde ocurre esto es en el movimiento de la glucosa dentro del túbulo contorneado proximal (PCT).

## Transporte pasivo
Artículo principal: Transporte pasivo
El transporte pasivo es el proceso de mover moléculas de un área de alta concentración a un área de baja concentración sin expulsar energía. Hay dos tipos de transporte pasivo, difusión pasiva y difusión facilitada. La difusión pasiva es el movimiento sin ayuda de moléculas de alta concentración a baja concentración a través de una membrana permeable. Un ejemplo de difusión pasiva es el intercambio de gases que se produce entre el oxígeno de la sangre y el dióxido de carbono presente en los pulmones. La difusión facilitada es el movimiento de moléculas polares a favor del gradiente de concentración con la ayuda de proteínas de membrana . Dado que las moléculas asociadas con la difusión facilitada son polares, son repelidas por las secciones hidrofóbicas de la membrana permeable, por lo que deben ser asistidas por las proteínas de la membrana. Ambos tipos de transporte pasivo continuarán hasta que el sistema alcance el equilibrio. Un ejemplo de difusión facilitada es el movimiento de glucosa desde las células epiteliales del intestino delgado hacia la matriz extracelular de los capilares sanguíneos.

## Transcitosis
Artículo principal: Transcitosis
La transcitosis es el movimiento de moléculas grandes a través del interior de una célula. Este proceso ocurre al engullir la molécula a medida que se mueve por el interior de la célula y luego liberar la molécula en el otro lado. Hay dos tipos de transcitosis: transcitosis mediada por receptor (RMT por sus siglas en inglés) y transcitosis mediada por adsorción (AMT en inglés). Un ejemplo en el que se producen ambos tipos de transcitosis es el movimiento de macromoléculas a través de la barrera hematoencefálica (BBB en inglés) hacia el sistema nervioso central (SNC).

## Transporte paracelular
Por el contrario, el transporte paracelular es la transferencia de sustancias a través de un epitelio, pasando a través de un espacio intercelular entre las células.
- 1. Se diferencia del transporte transcelular, donde las sustancias viajan a través de la célula, pasando tanto por la membrana apical como por la membrana basolateral.
- 2. Fisiología renal. Es más probable que el transporte transcelular implique gasto de energía que el transporte paracelular.
- 3. Los capilares de la barrera hematoencefálica solo tienen transporte transcelular, en contraste con los capilares normales, que tienen transporte transcelular y paracelular.